# ヒュルゼーデ
ヒュルゼーデ (ドイツ語: Hülsede) は、ドイツ連邦共和国ニーダーザクセン州シャウムブルク郡のザムトゲマインデ・ローデンベルクを構成する町村（以下、本項では便宜上「町」と記述する）の一つである。

## 地理

### 位置
ヒュルゼーデは、ジュンテル山の北斜面、ダイスター＝ジュンテル峡谷に位置する。ヒュルゼーダー・バッハ（地元での慣用名はベーケ）が主に同感を敷設された川床を流れて町を横切り、町を出てすぐにローデンベルガー・アウエ川に合流する。

### 自治体の構成
この町は、1974年までは独立した町村だった以下の3つの集落からなる。
- ヒュルゼーデ
- マインゼン
- シュマリー

## 歴史
町名のヒュルゼーデは、セイヨウヒイラギの一種であるヒュルゼドルンに由来する。この集落は1050年のフルダ修道院の資料に記録されている。1310年にはキルヒホーフ、ミッテルミューレ、ホーエ・ホーフの農場が初めて記録された。1450年に建造されたグーツミューレはニーダーザクセン州で最も古い水車の一つである。
ヒュルゼーデはビール醸造権を有していた。カールステン・エッカーマンが最後のブルワリーであった。
ダイスター＝ジュンテル峡谷の指物師組合は、この町の家具産業の萌芽であった。
1978年にヴェスターネッゲに NATOの施設が設けられた。

## 行政

### 議会
この町の議会は11議席からなる。

### 町長
この町の町長は、2011年11月9日からマーリオン・パシュート (SPD) が務めている。

## 文化と見所

### 建築
- 教区教会の聖エーギディーン教会は15世紀前半に先代の教会跡に建設された。この教会は、その天井画で有名である。
- ヒュルゼーデの水城はヴェーザー地方に特有のルネサンス様式（ヴェーザールネサンス様式）で1529年から1548年に建造された。
- グーツミューレはニーダーザクセン州で最も古い水車の一つである。
- ミッテルミューレは2009年から文化財に指定されている。

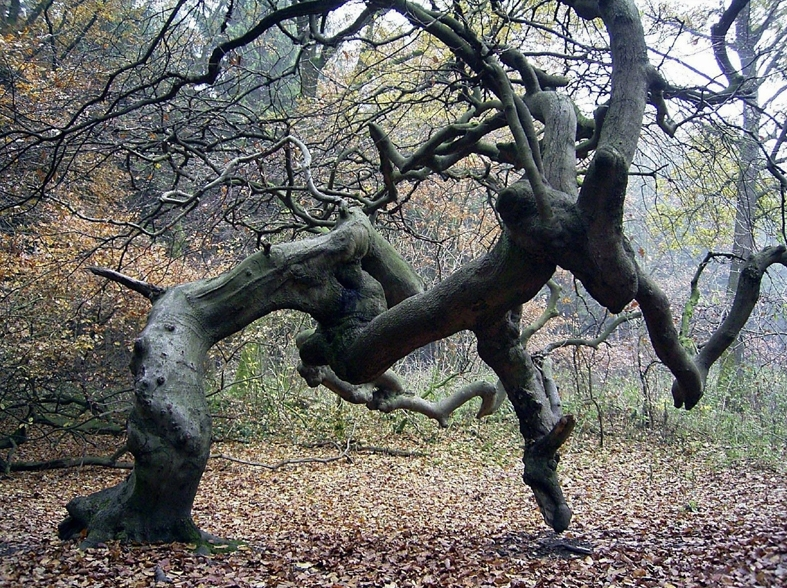
ジュンテルブーヒェ

### 自然文化財
- 自然文化財のクリュッペルブーヒェは樹齢約200年のジュンテルブーヒェ（ヨーロッパブナの仲間）である。ヒュルゼーデ近郊のジュンテルにはこの珍しい木が7本ある。
- ジュンテル周縁部のスキー場ケーエン・ブリングにはランが生育しているため自然文化財に指定され、保護されている。

## 経済と社会資本

### 交通
最寄りのアウトバーンのインターチェンジは、A2号線ハノーファー - ドルトムント間のラウエナウ・インターチェンジで、約 10 km の距離にある。町の北をバート・ミュンダーからヴンストルフに至る連邦道B442号線が走っている。公共交通は、シャウムブルク交通会社の 2014系、2016系およびザムトゲマインデ・ローデンベルクのマイクロバス路線が運行されている。

### 経済
ヒュルゼーデには家具製造の会社が2社ある。

## 引用
1. ↑  Landesamt für Statistik Niedersachsen, LSN-Online Regionaldatenbank, Tabelle A100001G: Fortschreibung des Bevölkerungsstandes, Stand 31. Dezember 2023